# Regöly-Mérei Gyula
Regöly-Mérei Gyula, 1959-ig Mérei Gyula (Budapest, Terézváros, 1908. november 21. – Budapest, 1974. augusztus 18.) fül-orr-gégész, orvostörténész, paleopatológus, egyetemi tanár, az orvostudományok kandidátusa (1955), az MTA tagja.

## Élete
Mérei Jenő (1875–1930) hangversenyrendező, zeneesztéta, bankhivatalnok és Fuchs Teréz (1883–1978) gyermekeként született zsidó családban. Tanulmányait a Pázmány Péter Tudományegyetemen végezte, ahol 1934-ben általános orvosi oklevelet szerzett. 1934 és 1936 között a III. számú Sebészeti Klinika műtősebésze volt, majd 1936 és 1947 között a Fül-orr-gégészeti Klinikán dolgozott egyetemi tanársegédként. 1937-ben sebészi, 1941-ben fül-orr-gégész szakorvosi vizsgát tett. 1947-től 1962-ig a Kórbonctani és Kórszövettani Intézet tudományos főmunkatársa, 1962-től 1972-ig a Magyar Tudományos Akadémia főmunkatársa, majd haláláig nyugdíjas tanácsadója volt. 1949-ben Fül-orr- és gégebetegségek című tárgykörből magántanári képesítést szerzett. 1955-ben kórbonctani és kórszövettani szakorvosi vizsgát tett, illetve megkapta az orvostudományok kandidátusa címet. 1971-től a Budapesti Orvostudományi Egyetemen az orvostörténelem megbízott előadója, majd 1971-től címzetes egyetemi tanára volt.
Alapítótagja és titkára az MTA Orvostörténeti Bizottságának, illetve tagja és 1968 és 1972 között alelnöke a Magyar Orvostörténeti Társaságnak. A Tudományos Ismeretterjesztő Társulat Egészségügyi Országos Választmányának alelnöke, a Gondolat Kiadó Tanácsának tagja, az Egészség, az Élet és Tudomány című folyóiratok szerkesztőbizottságának tagja. A Société Internationale d’Histoire de la Médecine nemzetközi választmányának tagja, a Deutsche Gesellschaft für Pathologie, a Deutsche Gesellschaft für Geschichte der Medizin és a Nemzetközi Orvostörténeti Társaság tagja, magyar delegátusa, valamint az International Palaeopathology Association alapító tagja. Nemzetközi viszonylatban is a modern paleopatológiai kutatások egyik megalapítójának tekinthető. Számos történelmi személyiség (III. Béla, Brunszvik Teréz, Semmelweis Ignác stb.) csontmaradványait vizsgálta.
A budapesti Farkasréti temetőben nyugszik.

## Családja
Házastársa 1938-tól haláláig Ladányi Zsuzsanna, Ladányi Géza államvasúti tanácsos lánya. Gyermekei Regöly-Mérei János (1949–2009) orvos, sebész, gasztroenterológus és Regöly-Mérei Andrea.

## Díjai, elismerései
- Weszprémi István-emlékérem
- Szocialista Kultúráért (1964)[9]
- Akadémiai Díj (1965)
- Tomas Romay y Chacon érem

## Főbb művei

### Mérei Gyula néven
- Sclerosis multiplex eseteiben végzett hallószervi vizsgálatok (Orvosképzés, 1943)
- Kiütéses tífusz okozta hallószervi megbetegedések (Orvosok Lapja, 1945)
- Contributions to the Histology of the Contents of the Carotid Canal (Oto-Rhino-Laryngologia Danubiana, 1947)
- Atresia pharyngis esetében végzett garatplasztika. Berndorfer Alfréddal. (Orvosok Lapja, 1948)
- Orrmelléküreg-sérüléssel szövődött koponyalövés. (Archivum Hungaricum, 1948)
- Pathológiai és klinikai adatok a vérképzőrendszer betegségeinek hallószervi szövődményeiről. Péró Csabával. (Orvosi Hetilap, 1949. 19.)
- A középfül physiológiája és pathológiája. Kandidátusi értekezés. (Budapest, 1954). A babilóniaiak és az asszírok orvostudománya, különös tekintettel az osztraka-leletek szövegére. (Orvostörténeti Közlemények, 1957)
- A gégerák kezelési eredményei az intézet boncolásai anyaga alapján. Hársfalvy Erzsébettel és Nagy Lászlóval. (Orvosi Hetilap, 1957. 9.)
- Újabb adatok az óegyiptomiak orvosi szemléletéről paleográfiai vizsgálatok alapján (Orvosi Hetilap, 1957. 31.)
- Az óegyiptomiak halottkultuszáról (Orvosi Hetilap, 1958. 24.)
- Adatok a lép és a csontvelő öregkori elváltozásaihoz. Többekkel. – Gerontológiai törekvések az orvostudomány és a biológia történetében. Tanulmány a gerontológia történetéhez. (MTA Biológiai Csoportjának Közleményei, 1958)
- Paleopathológiai vizsgálatok óegyiptomi múmiákon. Nemeskéri Jánossal. (Orvostudományi Közlemények, 1958)
- Racionális-empíriás és mágikus gyógyászati elemek az óegyiptomiak orvostudományában (Orvostörténeti Közlemények, 1958)
- Semmelweis Ignác Fülöp. Születésének 140. évfordulójára. (Természettudományi Közlöny, 1958)
- A primitív népek gyógyászata. 1–2. (Élővilág, 1958)

### Regöly-Mérei Gyula néven
- Az ősember betegségeiről – Jendrassik Ernő jelentősége a magyar orvostudományban (Természettudományi Közlöny, 1959)
- Az ember öregedésének néhány időszerű kérdése (Élővilág, 1959)
- Újabb adatok Hőgyes Endre életéről. Palatkás Bélával. (Orvosi Hetilap, 1959. 17.)
- Az óegyiptomi orvostudomány mint az archaikus gyógyászat fejlődésének egyik típusa (Antik Tanulmányok, 1960)
- Paleopathológiai vizsgálatok a Janus Pannonius Múzeum aeneolith-korból származó emberi csontlelet anyagán. 6 táblával. (A Janus Pannonius Múzeum Évkönyve – Természettudományok, 1960)
- Semmelweis Ignác betegsége orvostörténelmi megvilágításban (Orvostörténeti Közlemények, 1960)
- Paul Ehrlich (Élővilág, 1960)
- A primitív sebészeti trepanációk kérdése (Természettudományi Közlöny, 1961)
- Data to the History of Diseases. A Few Interesting Palaeopathological Cases. (Therapia Hungarica, 1961)
- Alak és struktúra, betegség és egészség (Élővilág, 1961)
- Palaeopathologia. II. Az ősemberi és későbbi emberi maradványok rendszeres kórbonctana. (Budapest, Medicina, 1962)
- A primitív koponyatrepanációk paleopathológiai morfológiája (Orvostörténeti Közlemények, 1962)
- A szifilisz eredete (Természettudományi Közlöny, 1962 és Élővilág, 1964)
- Gheorghe Marinescu. Megemlékezés születésének századik évfordulóján. (MTA Orvosi Tudományok Osztálya Közleményei, 1963)
- Korányi Frigyes. – Kórbonctani vizsgálatok történelmi csontvázanyagon. (Élővilág, 1963)
- Akik legyőzték a betegségeket. I–II. kötet. 12+12 táblával. (Budapest, Medicina, 1963–1966)
- A magyar orvostörténelem múltja, jelen helyzete és jövő feladatai. Haranghy Lászlóval. (Magyar Tudomány, 1964)
- Paläopathologische Untersuchungen an Knochenfunden aus der Awarenzeit (Geschichte der Naturwissenschaften, Technik und Medizin, Schiftenreihe, Beiheft, 1964)
- Kórtörténet Leninről. – Theodor Billroth (Orvosi Hetilap, 1964. 6.)
- Semmelweis betegsége. Haranghy Lászlóval, Hüttl Tivadarral és Nyírő Gyulával. (Budapest, Medicina, 1965)
- Élet, egészség, betegség. Buga Lászlóval. (Ismeretterjesztő Kiskönyvtár. Budapest, Gondolat, 1965)
- Henle életműve és jelentősége mai ismereteink kialakulásában (Orvosi Hetilap, 1965. 22.)
- Semmelweis. Megemlékezés halálának századik évfordulóján. – Gondolatok Társulatunk alapítója, Bugát Pál halálának századik évfordulóján. (Élővilág, 1965)
- Forrai Elemér (Orvosi Hetilap, 1966. 1.)
- Megemlékezés Tangl Ferencről, születésének századik évfordulóján (Orvosi Hetilap, 1966. 3.)
- Paleográfiai és paleopathológiai adatok az óegyiptomi és a kínai himlő kérdéséhez (Orvosi Hetilap, 1966. 15.)
- Búcsúvétel Nyírő Gyulától, az orvostörténésztől (Orvosi Hetilap, 1966. 29.)
- Krompecher Ödön emlékezete (Orvosi Hetilap, 1966. 33.)
- Korányi Sándor élete és tudományos működése (A Korányi Sándor Társaság Tudományos Ülései. 1966. Szerkesztőként is. Magyar Imrével. Budapest, 1967)
- Gerlóczy Zsigmond emlékezete (Az Egészség, 1967)
- Lenhossék Mihály élete és tudományos működése (Orvosi Hetilap, 1967. 1.)
- Az orvosi gondolkodás fejlődése és Mecsnyikov tudománytörténeti szerepe (Orvosi Hetilap, 1967. 29.)
- A vérkeringés felfedezése és a régebbi elméletek (Orvosi Hetilap, 1967. 43.)
- III. Béla király és hitvese, Anna királynő hamvainak paleopathológiai vizsgálata (Orvosi Hetilap, 1968. 8.)
- Claude Bernard alkotásainak és szemléletének tudománytörténeti jelentősége különös tekintettel a determinizmus kérdésére (Orvosi Hetilap, 1968. 24.)
- Semmelweis és Markusovszky orvosi szemlélete (Orvosi Hetilap, 1968. 27.)
- Megemlékezés Robert Mayerről (Orvosi Hetilap, 1968. 28.)
- Johannes Müller életműve és szemlélete (Orvosi Hetilap, 1968. 30.)
- A Budapesti Orvostudományi Egyetem jubileumi évkönyve. 1769–1969. Írta többekkel. Szerk. Rigó János. (Budapest, 1969)
- Fejezetek a fertőző betegségek történetéből (Orvostörténeti Közlemények, 1969)
- Semmelweis betegségének pathológiai rekonstrukciója a katamnesztikus elemzés és a paleopathológiai vizsgálat alapján (Orvostörténeti Közlemények, 1969
- angolul is)
- A passzív és az aktív immunizálás történelmi jelentősége a diftéria gyógyításában (Orvosi Hetilap, 1969. 8.)
- Gerlóczy Zsigmond hatása a fertőző betegségek magyarországi klinikumának kialakítására (Orvosi Hetilap, 1969. 12.)
- Adatok az orvosi tudomány szakosodásának történetéhez (Orvosi Hetilap, 1969. 24.)
- Paleopathological Examination of Skeletal Finds in the Roman Period and Description of Diseases in Greek and Roman Medical Texts (Orvostörténeti Közlemények, 1970)
- Az orvostörténelem néhány aktuális elvi kérdése és a hazai kutatások helyzete (Magyar Tudomány, 1971)
- A budapesti orvosi kar helye az orvosi szemlélet és gondolkodásmód történelmi fejlődésében (Orvostörténeti Közlemények, 1971)
- Megemlékezések Bencze Józsefről (Vasi Szemle, 1971)
- A daganat fogalma az óegyiptomi gyógyászatban és hatása a görög–római orvostanra (Orvosi Hetilap, 1974. 36.)
- Óegyiptomi gyógyászati kifejezések (Orvostörténeti Közlemények, 1976)